# Anangues

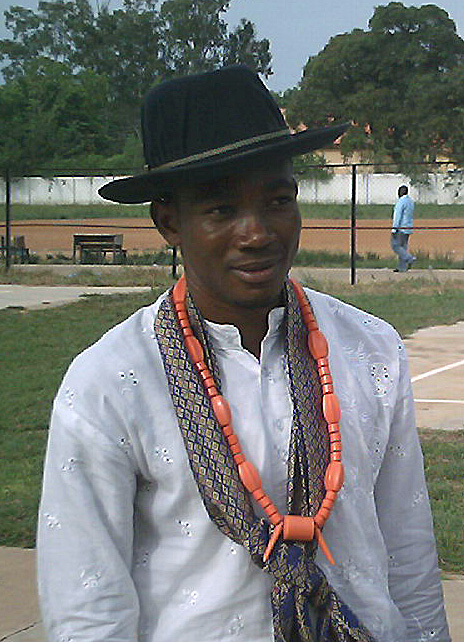
Um Anangue

Anangues (annangues ou anaangues) são um grupo étnico nigero-congolês que vive no litoral sudeste da Nigéria, ocupando oito dos trinta e um governos locais do estado Akwa Ibom, nomeadamente Abak, Essien Udim, Etim Ekpo, Ika, Ikot Ekpene, Obot Akara, Oruk Anam e Ukanafun.